# Cèrcol de bota
Cèrcol de bota és un text dramàtic, paròdia del drama de Frederic Soler Cèrcol de foc, escrita de Joan Molas i Casas i estrenada al Teatre Romea el dia 6 de desembre de 1881.

## Repartiment de l'estrena
- Paula, muller de Simon: Rosalia Soler
- Pepa, pentinadora: Caterina Mirambell
- Simon, mestre boter: Jaume Virgili
- Peret, llicenciat de Cuba: Frederic Fuentes
- L'Esquirol, fadrí de la casa: Lleó Fontova[2]